# George Miller (calciatore)
George Miller (Tripoli, 22 novembre 1980) è un ex calciatore liberiano, di ruolo attaccante.

## Carriera

### Club
Nella stagione 2000-2001 gioca 16 partite nella prima divisione con il Braga, dove rimane anche nella stagione successiva, in cui gioca ulteriori 3 partite. Si accasa poi al St Patrick's, club della prima divisione irlandese, con cui non scende però mai in campo in partite di campionato; termina la stagione 2002-2003 al Crumlin United, club delle serie minori irlandesi. Dal 2004 al 2007 gioca 4 campionati consecutivi nella prima divisione liberiana con il Mighty Barrolle, vincendone anche 2 (nel 2004 e nel 2006).

### Nazionale
Esordisce in nazionale il 2 luglio 2000, in una partita delle qualificazioni alla Coppa d'Africa persa per 1-0 in trasferta contro Capo Verde; il successivo 9 luglio gioca invece la sua prima partita nelle qualificazioni ai Mondiali, disputando l'incontro vinto per 2-1 in casa contro la Nigeria. Torna poi in nazionale nel 2005: tra il 5 ed il 19 giugno di quest'anno gioca infatti 2 ulteriori partite di qualificazione ai Mondiali, rispettivamente contro Mali e Congo.

## Palmarès

### Club

#### Competizioni nazionali
- Liberian Premier League: 2

Mighty Barrolle: 2004, 2006